# Gustav Köhler (Bildhauer)
Gustav Köhler (* 17. Oktober 1884 in Neustadt bei Coburg; † 21. September 1960 ebenda) war ein deutscher Bildhauer.

## Leben
Köhler war der Sohn des Kaufmanns Wilhelm Köhler und von Christiane, verwitwete Wicklein, geb. Förster. Nach dem Besuch der Industrie- und Gewerbeschule in Neustadt bei Coburg arbeitete er für Porzellanfabriken der Lauschaer Gegend. Es folgten der Besuch der Akademie der Bildenden Künste München sowie eine Beschäftigung in den Kunstwerkstätten in Süßen/Württemberg. Im Ersten Weltkrieg mehrfach verwundet, konnte er lange Zeit nicht künstlerisch tätig sein. Seine Stärke lag auf dem Gebiet der kirchlichen Kunst und der Porträtdarstellung.

## Werke
- St. Georg über der Ehrentafel der Gefallenen in der St.-Georgs-Kirche, Neustadt bei Coburg (Relief)
- Porträtbüste Wilhelm Köhler